# Asola-Fatehpur Beri
Asola-Fatehpur Beri được mệnh danh là “ngôi làng lực sĩ” , là ngôi làng nhỏ nằm ở ngoại ô thủ đô New Delhi, Ấn Độ. Ngôi làng này được biết đến vì có nhiều người khỏe nhất Ấn Độ.
Nơi đây là một ngôi làng thuần nông. Với mong muốn kiếm sống bằng nghề làm vệ sĩ ở các câu lạc bộ và quán bar tại New Delhi nên đàn ông trong làng đều dành hai tiếng mỗi ngày vào các buổi sáng và tối để tập luyện tại Akhada. Trong tiếng Hindu, Akhada có nghĩa là đấu trường, là nơi mà họ có thể tập luyện với bùn đất, leo dây thừng, chống đẩy... Ngoài ra, họ còn mang người khác trên vai, tập nâng vác đồ vật nặng hàng tạ